# 布格萨拉赫
布格萨拉赫是德国巴伐利亚州中弗兰肯行政区魏森堡-贡岑豪森县的一个市镇。总面积19.30平方公里，总人口1156人（2013年12月31日），其中男性626人，女性548人（2011年12月31日），人口密度61人/平方公里。

## 地理

### 位置

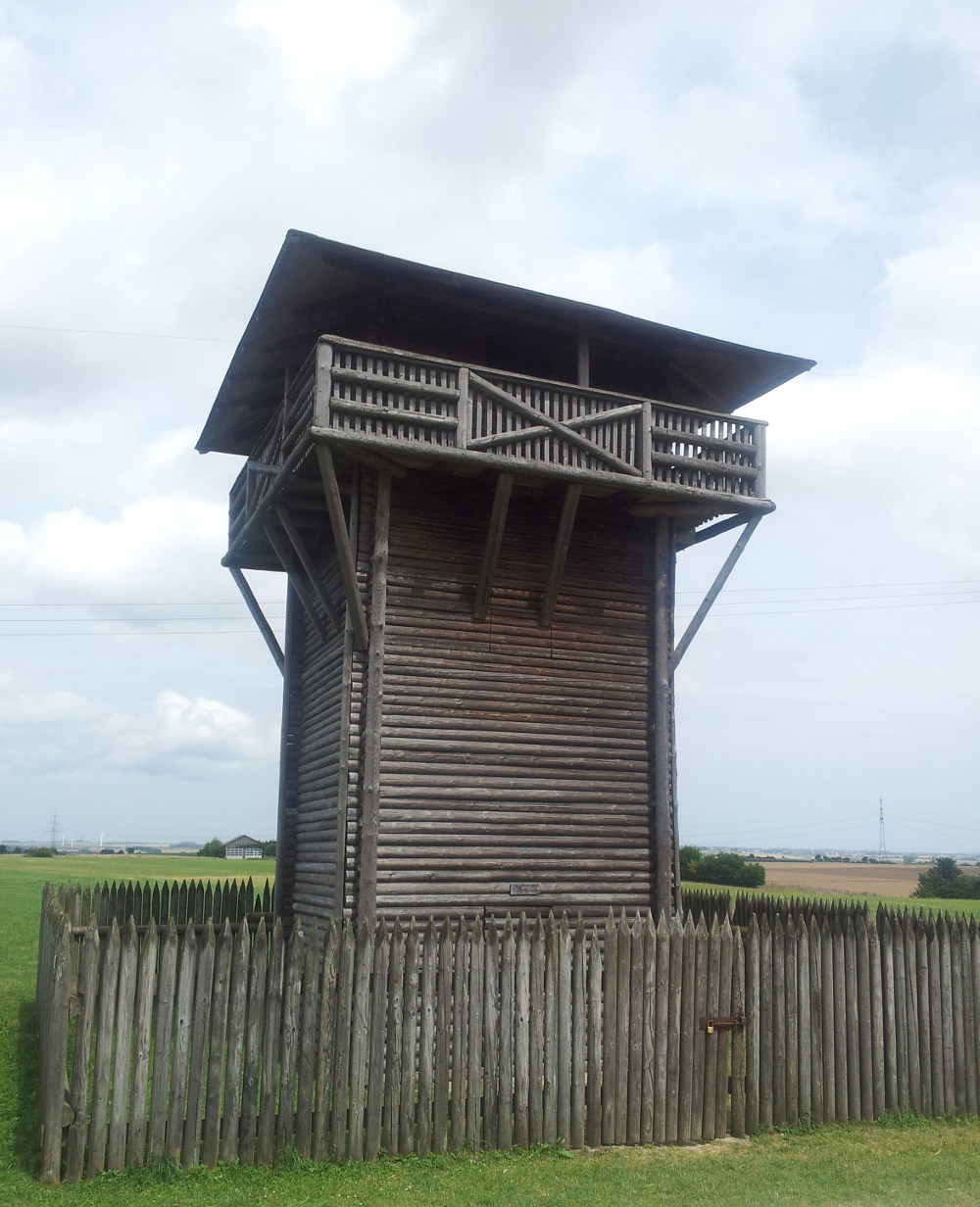
重建的罗马边界哨塔

布格萨拉赫位于弗兰克高地的南部，几乎就在罗马边墙的边上。拉埃提亚北界上的日耳曼長城横跨该高地。边墙后期建成的小城堡布格萨拉赫堡非常特殊，类似的建筑只有在北非能够找到。堡的地基、哨岗的地基都是罗马统治时期的见证。

### 周边镇
从北顺时针方向周边的镇为埃滕施塔特、贝尔根、嫩斯林根、赖滕布赫和魏森堡。

### 行政区划
布格萨拉赫分三个区：布格萨拉赫（Burgsalach）、因登布赫（Indernbuch）和普夫劳恩费尔德（Pfraunfeld）。

## 历史
历史上安斯巴赫亲王和盖因家族（Geyern）共同统治布格萨拉赫。1796年盖因的统治权落入普鲁士的手中。在1806年的巴黎协议中布格萨拉赫和弗兰肯的其它地区一起归属巴伐利亞王國。从1818年开始设镇。

### 合并
1971年7月1日当时自为一镇的因登布赫并入布格萨拉赫。1978年5月1日普夫劳恩费尔德自愿合并。

### 各区历史
1070年在艾希施泰特主教启用一座教堂的文献中首次提到布格萨拉赫。1281年当地的贵族将当地教堂的管理权交给维尔茨堡修道院。1545年它属于盖因家族。1744年建造了一座行宫。1913年当地开始有电，1951年有自来水。
因登布赫是12世纪建立的。最早在文献里在1119年出现。文献里提到把当地一个农庄的收入送给艾希施泰特的教堂。1473年使用这笔收入建造了当地的教堂，但是该教堂于1674年被雷击摧毁。今天当地的村中心还立有一座钟楼。
普夫劳恩费尔德这个名字首次出现于1179年的一份赠送文献里。在三十年战争中这个村除了教堂外全部被毁。从1693年到1863年当地有矿井。今天还可以看到当时矿井的入口。

### 人口发展
- 1961年：970人
- 1970年：976人
- 1987年：998人
- 2000年：1178人
- 2011年：1174人
- 2013年6月30日：1151人

## 政治
镇长弗里德里希·阿姆勒属于镇民社团，于2002年当选，2008年和2014年重新当选。
在2014年的巴伐利亚地区选举中共有三个党派参选：布格萨拉赫镇民社团获得六席、普夫老恩费尔德镇民社团获得四席、因德恩布赫选民团体获得两席。
1999年镇的税收为39.1万欧元，其中营业税占4.1万欧元。

### 镇徽
镇徽分两半：前面是五道黑色和银色的横杠，后面是蓝色的底上面有一座银色的塔，金色的顶和金色的围墙。

## 经济和基础设施

### 经济、农业和林业
根据1998年公布的官方统计镇上有36人在生产方面的企业工作、39人在贸易和交通方面的企业工作。镇上住的人中有383人工作。镇上有两个企业做加工工作、一个企业在建筑业工作。1999年镇上有57个农业企业，农业面积为1359公顷，其中1027公顷为农田，332公顷是长期绿地。

### 教育
1999年镇上有以下教育企业：
- 一座有50个位置的幼儿园，里面有44名儿童
- 一座小学，2006年里面有110名学生，2007年有104名。

### 通讯
因登布赫以东158米处有一座158米高的远程通讯塔。